# Juan Hesicasta
San Juan Hesicasta o Juan el Silencioso, también llamado Juan Sabaíta o Juan Silenciario (Nicópolis de Armenia, 454 - 558) fue un cenobita bizantino y obispo de Colonia (Armenia) actual Koyulhisar, Turquía.

## Biografía
Provenía de una buena familia de la nobleza armenia, que contaba entre sus miembros a varios generales y gobernadores de esas tierras. Tras fallecer sus padres Encratius y Eufemia cuando contaba dieciocho años, organizó un cenobio para él y otros diez compañeros en su ciudad natal, Nicópolis. Su fama de santidad hizo que el arzobispo de Sebaste lo consagrara obispo de Colonia (Armenia), la actual ciudad turca de Köylühisar, teniendo solo veintiocho años de edad y contra su propia voluntad. Y aunque Juan Hesicasta desempeñó nueve años esas funciones con gran eficiencia, ayudando a los pobres de su grey e instruyéndola en la fe, y logrando atraer a la vida cristiana a su hermano Pergamius y su tío Teodoro, distinguidos cortesanos de los emperadores Zenón y Justiniano, sintió que no podía remediar algunos abusos, abandonó esa vida y emprendió el viaje hacia Jerusalén para retomar su vida ascética y monástica. Una noche en que rezaba vio una cruz muy brillante en el aire y oyó una voz que le decía: «Si quieres salvarte, sigue esta luz». Y la luz lo dirigió a la Gran Laura o cenobio de San Sabas. Ingresó en él para cumplir la voluntad divina, y fue uno de sus más de ciento cincuenta monjes, ya con treinta y ocho años. San Sabas le encargó pesados trabajos de albañilería y acarreó piedra para construir un hospital, prueba que superó con silencio y aplicación. Entonces lo nombraron encargado de la hospedería, y sirvió a los visitantes como si fuese el mismo Cristo. San Sabas permitió entonces a su novicio retirarse a una ermita para profundizar en la vida contemplativa. Los cinco primeros días de cada semana ejercía el ayuno en la soledad de su celda; los sábados y domingos asistía a los oficios en la iglesia. Al cabo de tres años de vida eremítica, fue nombrado supervisor de la laura, y tras cuatro años más san Sabas lo juzgó digno del sacerdocio y lo presentó al patriarca Elías. Al llegar a la iglesia del Monte Calvario donde iba a ser ordenado; pero Juan había mantenido en secreto que era obispo, y confesó al patriarca que había abandonado su diócesis y había marchado al yermo para esperar el fin del mundo. Elías le dijo a San Sabas que no podía ordenarlo a causa de su secreto. San Sabas temió que hubiese cometido un crimen horrible; pero Dios le reveló la verdad y le obligó a no comunicarla a nadie.
El año 503 algunos monjes rebeldes obligaron a san Sabas a abandonar la laura y Juan se retiró durante seis años al vecino desierto de Ruba, junto al Mar Muerto; solo volvió cuando lo hizo san Sabas, el año 510. Siempre combatió a los origenistas y a los nestorianos, por lo que fue perseguido por ellos. Vivió todavía cuarenta años recluido en su celda, provista solo de una diminuta ventana, y aunque tenía fama de callado, su santidad atraía a los visitantes y comprendió que no debía negarse a quienes necesitaban consejos, entre ellos el que sería su biógrafo, Cirilo de Escitópolis, quien escribió que el santo estaba lúcido aún a sus ciento cuatro años. Juan Hesicasta le aconsejó que entrase en el monasterio de San Eutimio, pero no lo hizo e ingresó en uno a la ribera del Jordán, donde contrajo una fiebre que lo puso a las puertas del sepulcro; Juan se le apareció en sueños y tras reprenderlo fraternalmente le dijo que en el monasterio de San Eutimio recobraría la salud y el favor de Dios. A la mañana siguiente, restablecido por completo, Cirilo partió al monasterio de San Eutimio. También refirió Cirilo que Juan, trazando una cruz con aceite sobre la frente de un niño poseído, exorcizó al demonio que se había apoderado de él. Gracias a su ejemplo y consejos San Juan convirtió muchas almas a Dios. Tras setenta y seis años de soledad y nueve de episcopado, falleció en el año 558; contaba ciento cuatro años.